# Área de Conservação da Paisagem de Rutu
A Área de Conservação da Paisagem de Rutu é um parque natural localizado no condado de Viljandi, na Estónia.
A área do parque natural é de 329 hectares.
A área protegida foi fundada em 1990 para proteger a encosta de Rutu e os seus arredores. Em 2001, a área protegida foi designada como área de conservação paisagística.